# 宮澤元樹
宮澤 元樹（みやざわ もとき、1985年4月23日 - ）は、日本の男性総合格闘家。東京都渋谷区出身。和術慧舟會東京本部所属。明治大学政治経済学部卒業。

## 来歴
中学時から柔道を始め、高校2年時に和術慧舟會に入門した。
2005年7月3日、パンクラス主催「第3回プロ・アマオープン・キャッチレスリングトーナメント」100kg未満級に出場し、優勝した。
2005年8月28日、DEMOLITIONでプロデビュー。
2008年6月22日、CAGE FORCE 07で元修斗世界ライトヘビー級（-83kg）王者山下志功と対戦し、3-0の判定勝ち。
2008年7月21日、DREAM初出場となったDREAM.5で弘中邦佳と対戦し、左瞼カットによるドクターストップでTKO負け。
2010年8月22日、SRC初出場となったSRC14のSRCウェルター級グランプリのリザーブマッチで佐藤拓也と対戦し、0-3の判定負けを喫した。
2011年8月26日、DEEP初出場となったDEEP 55 IMPACTで北崎鎮と対戦し、チョークスリーパーで一本勝ちを収めた。

## 戦績

### 総合格闘技
| 総合格闘技 戦績 | 総合格闘技 戦績 | 総合格闘技 戦績 | 総合格闘技 戦績 | 総合格闘技 戦績 | 総合格闘技 戦績 | 総合格闘技 戦績 |
| --------------- | --------------- | --------------- | --------------- | --------------- | --------------- | --------------- |
| 10 試合         | (T)KO           | 一本            | 判定            | その他          | 引き分け        | 無効試合        |
| 7 勝            | 3               | 3               | 1               | 0               | 0               | 0               |
| 3 敗            | 1               | 0               | 2               | 0               | 0               | 0               |

| 勝敗 | 対戦相手                 | 試合結果                            | 大会名                                                      | 開催年月日     |
| ○    | 北崎鎮                   | 2R 3:36 チョークスリーパー          | DEEP 55 IMPACT                                              | 2011年8月26日  |
| ×    | 佐藤拓也                 | 5分3R終了 判定0-3                   | SRC14 【ウェルター級グランプリシリーズ2010 リザーブマッチ】 | 2010年8月22日  |
| ×    | 石川英司                 | 5分3R終了 判定0-3                   | CAGE FORCE                                                  | 2010年4月11日  |
| ○    | 長岡弘樹                 | 1R 3:20 チョークスリーパー          | CAGE FORCE 10                                               | 2009年4月25日  |
| ○    | 岩瀬茂俊                 | 3R 1:47 TKO（ドクターストップ）     | CAGE FORCE 09                                               | 2008年12月6日  |
| ×    | 弘中邦佳                 | 1R 8:57 TKO（ドクターストップ）     | DREAM.5 ライト級グランプリ2008 決勝戦                       | 2008年7月21日  |
| ○    | 山下志功                 | 5分3R終了 判定3-0                   | CAGE FORCE 07                                               | 2008年6月22日  |
| ○    | マテウス・イリエ・ネキオ | 2R 1:03 チョークスリーパー          | DEMOLITION                                                  | 2007年8月19日  |
| ○    | 安永雄太                 | 1R 1:10 TKO（パウンド）             | DEMOLITION                                                  | 2006年12月10日 |
| ○    | 花田和弘                 | 2R 4:46 TKO（バックマウントパンチ） | DEMOLITION                                                  | 2005年8月28日  |

### グラップリング
| 勝敗 | 対戦相手               | 試合結果                     | 大会名                                                                         | 開催年月日    |
| ○    | 荒井勇二               | 1R 2:13 チョークスリーパー   | DEEP X 05                                                                      | 2010年2月6日  |
| ×    | マルキーニョス・ソウザ | 4分2R+2分1R終了 ポイント7-42 | DEEP X 04                                                                      | 2009年7月11日 |
| ○    | 久保浩二               | 2:08 三角絞め                | 第3回プロ・アマオープン・キャッチレスリングトーナメント 【100kg未満級 決勝】   | 2005年7月3日  |
| ○    | 鶴巻伸洋               | 4:13 チョークスリーパー      | 第3回プロ・アマオープン・キャッチレスリングトーナメント 【100kg未満級 準決勝】 | 2005年7月3日  |

## 獲得タイトル
- パンクラス 第3回プロ・アマオープン・キャッチレスリングトーナメント 100kg未満級 優勝（2005年）